# Jüe-lu-šan
Jüe-lu-šan neboli hora Jüe-lu (čínsky pchin-jinem Yuèlù shān, znaky zjednodušené 岳麓山, tradiční 嶽麓山) se nachází na západním břehu řeky Siang-ťiang, významného přítoku Jang-c’-ťiang, v městském obvodu Jüe-lu města Čchang-ša v provincii Chu-nan. Vrchol hory, nazývaný Jün-lu, dosahuje výšky téměř 301 metrů nad mořem.

## Přírodní bohatství
Na svazích hory Jüe-lu roste více než 900 druhů rostlin a několik prastarých stromů, které jsou živými svědky čínské historie. Mezi tyto velikány patří vzácný Podocarpus čínský z dob dynastie Ťin, mohutný jinan dvoulaločný pamatující říši Tchang, starobylý kafrovník z časů říší Sung a Jüan a majestátní kaštanovník z období Ming a Čching. Hora je také jedinečným místem, kde se harmonicky prolínají tři hlavní duchovní tradice Číny – konfucianismus, buddhismus a taoismus.

## Památná místa
Hora Jüe-lu je proslulá malebnými místy, jako jsou rokle Čching-feng, pavilon Aj-wan, chrám Lu-šan, palác Jün-lu, pramen Bílého jeřába, létající kámen a akademie Jüe-lu.

### Rokle Čching-feng
V údolí mezi akademií Jüe-lu a chrámem Lu-šan se rozprostírá rokle Čching-feng. V lze najít několik významných památek včetně proslulého pavilonu Aj-wan, věže Še-li a hrobek revolucionářů Chuang Singa a Cchaje E.

### Pavilon Aj-wan
Pavilon, původně známý jako Pavilon červených listů, byl vystavěn roku 1792. Spočívá na čtyřech červených sloupech a patří mezi čtyři nejslavnější pavilony staré Číny. Jeho současný název byl inspirován poezií Tu Mua. Místo označuje tabulka s básní „Čchin-jüan-čchun, Čchang-ša“ od Mao Ce-tunga z 50. letech 20. století.

### Chrám Lu-šan
Starobylý chrám Lu-šan byl založen roku 268. Jeho současná podoba pochází z rozsáhlé rekonstrukce v 80. letech 20. století.

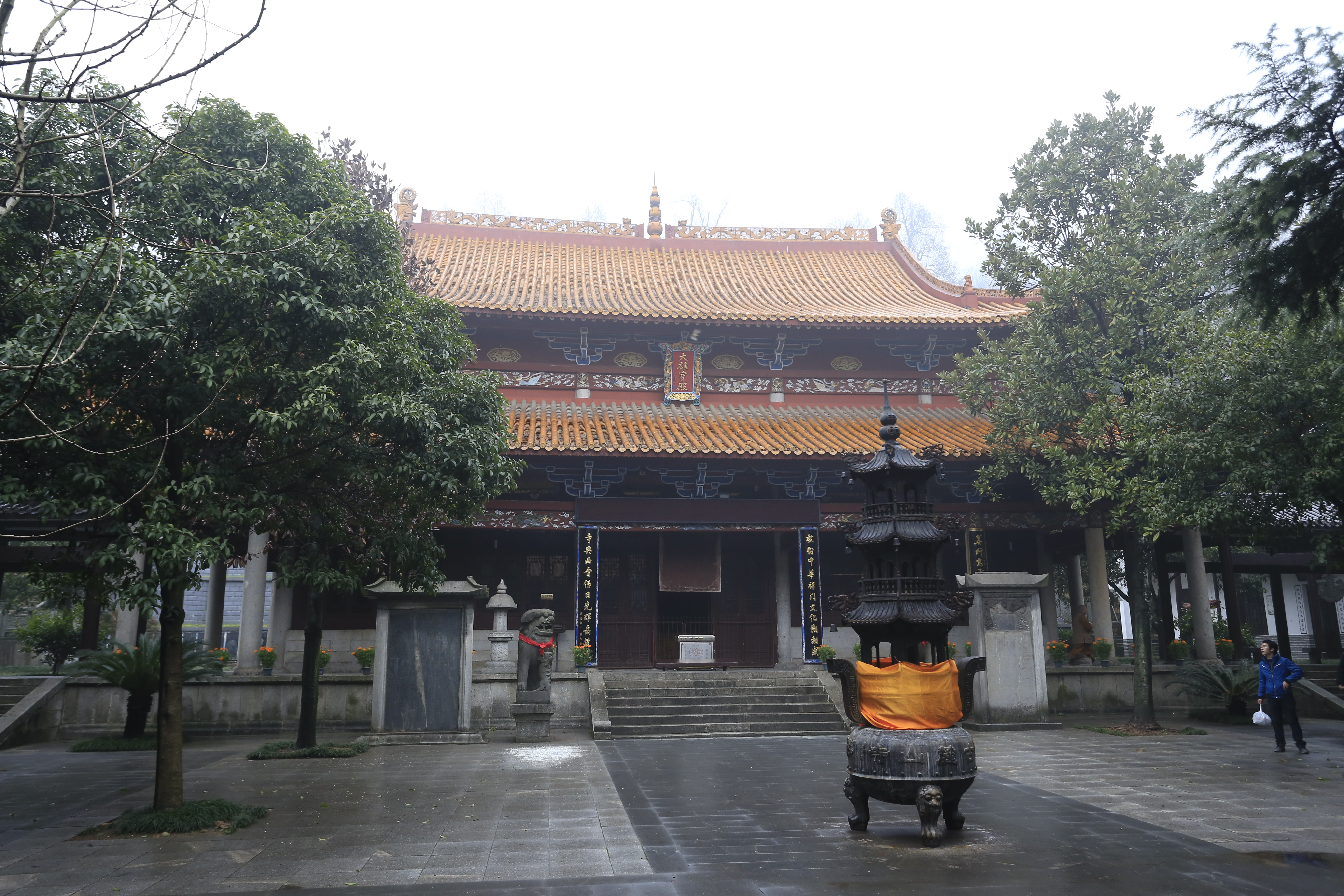
Chrám Lu-šan

### Palác Jün-lu
Od svého založení v roce 1498 představuje palác Jün-lu živoucí centrum taoistické tradice a duchovního života.[zdroj?]

#### Pozoruhodnosti
- Tajemné létající hodiny, zavěšené na větvích prastarého jinanu paláce Jün-lu [zdroj?]
- Legendami opředený létající kámen pod nimi [zdroj?]
- Historicky cenná tabulka krále Jü s 77 starobylými čínskými znaky, pod níž protéká potok Jü-ťi [zdroj?]

### Akademie Jüe-lu
Na úpatí hory se rozkládá proslulá akademie Jüe-lu, jedna ze čtyř nejvýznamnějších starověkých akademií Číny. Tato vzdělávací instituce patří k nejstarším na světě a představuje nejrozsáhlejší a nejlépe zachovaný komplex tradiční čínské akademie.

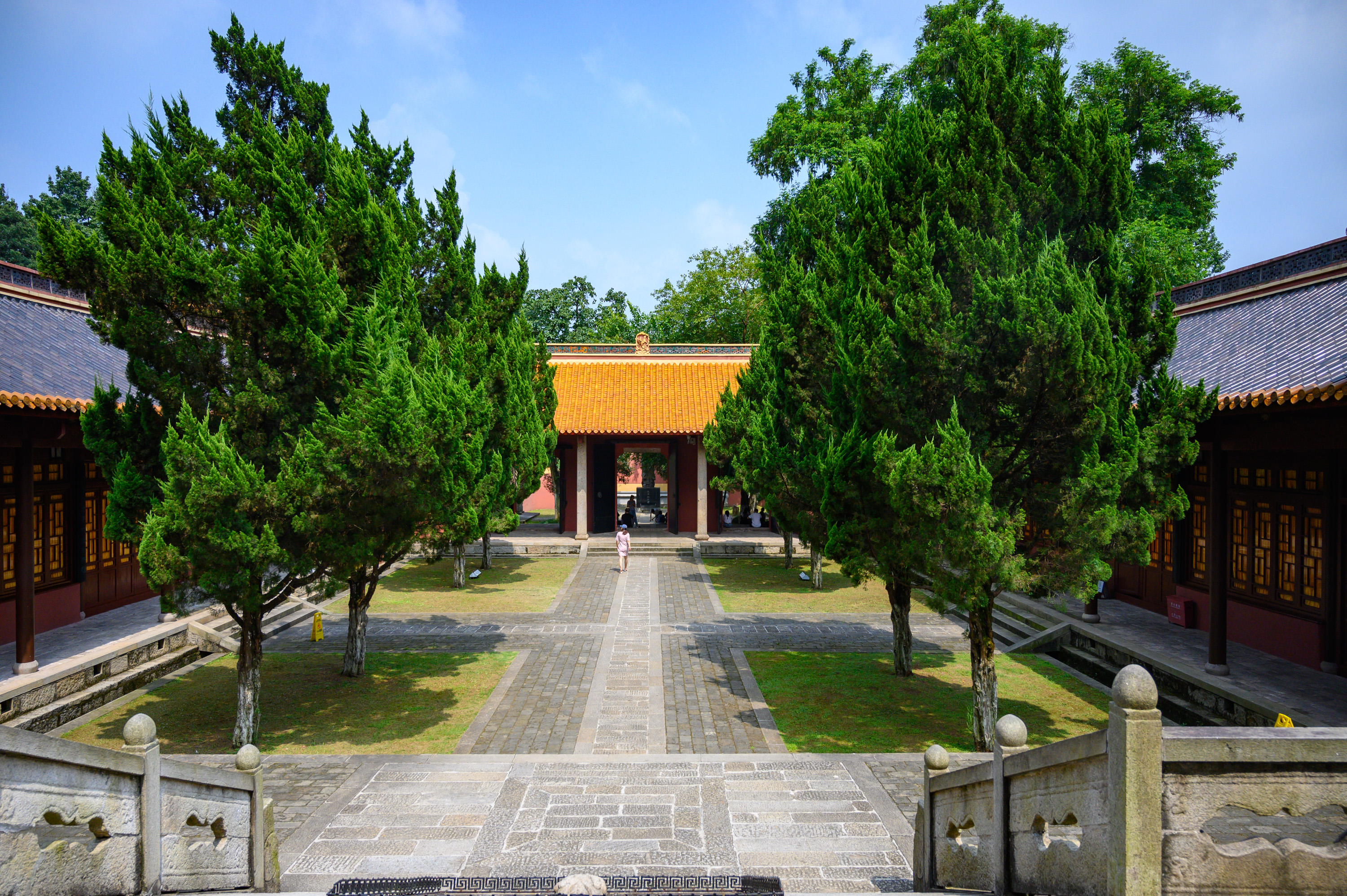
Akademie Yuelu